# Hotel Casanovas
|  | No s'ha de confondre amb Mas Casanovas. |

L'Hotel Casanovas és un edifici situat al carrer del Mas Casanovas del barri del Baix Guinardó de Barcelona, inclòs a l'Inventari del Patrimoni Arquitectònic de Catalunya.

## Història i descripció

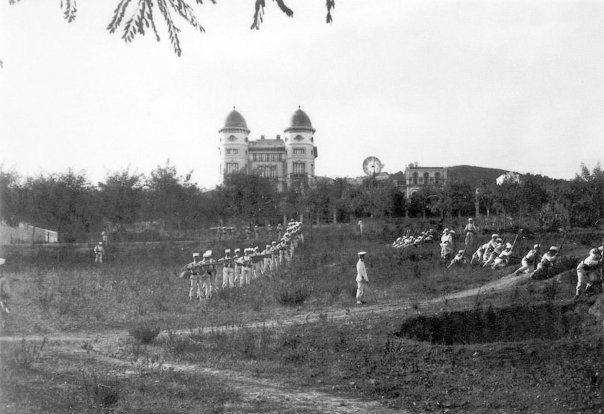
Terrenys de l'actual carrer de Cartagena, davant l'Hospital de Sant Pau, amb l'Hotel Casanovas al fons

El 1899, Montserrat de Casanovas i Fernández de Landa (1861-1948), propietària del mas Casanovas, va demanar permís per a construir-hi un hotel, inaugurat l'any següent. El 18 de novembre del mateix any s'hi va inaugurar al costat el primer camp de futbol del Barça, que feien servir l'hotel com a vestuari. Tanmateix, va ser un fracàs econòmic i el 1914 va ser llogat a la Guàrdia Civil, que el faria servir de caserna fins al 1930, quan es va traslladar a un nou edifici al carrer de les Navas de Tolosa. El 1934, la Generalitat republicana hi va instal·lar l'Escola Pablo Iglesias, després d'una reforma projectada per l'arquitecte Josep Goday.
Acabat el conflicte, fou utilitzat de nou com a caserna de la Guàrdia Civil, i posteriorment, de nou com a escola, amb el nom de Bisbe Irurita. El 1987 fou rehabilitat de nou per l'arquitecte Jordi Romeu i va adoptar el nom de CEIP Mas Casanovas.